# Atletismo nos Jogos Olímpicos de Verão de 1896 - 110 m com barreiras masculino

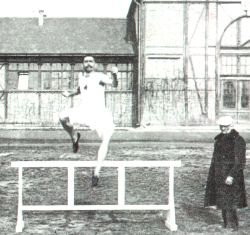
Alajos Szokolyi não se classificou para a final dos 110 m com barreiras

A competição dos 110m com barreiras masculino foi realizada entre 7 e 10 de abril no Estádio Panathinaiko, 9 atletas competiram.

## Medalhistas
| Ouro   | USA Thomas Curtis     |
| Prata  | GBR Grantley Goulding |
| Bronze | Nenhuma               |

## Resultados

### Eliminatórias
Eliminatória 1
| Pos. | Atleta                 | Tempo        | Nota |
| ---- | ---------------------- | ------------ | ---- |
| 1    | GBR Grantley Goulding  | 18.4 s       | Q    |
| 2    | FRA Frantz Reichel     | Desconhecido | Q    |
| 3    | HUN Alajos Szokolyi    | Desconhecido |      |
| 4    | GRE Anastasios Andreou | Desconhecido |      |

Eliminatória 2
| Pos. | Atleta                        | Tempo        | Nota |
| ---- | ----------------------------- | ------------ | ---- |
| 1    | USA Thomas Curtis             | 18.4 s       | Q    |
| 2    | USA Welles Hoyt               | Desconhecido | Q    |
| 3-4  | GER Kurt Dörry                | Desconhecido |      |
| 3-4  | GRE Athanasios Skaltsogiannis | Desconhecido |      |

### Final
| Pos. | Atleta                | Tempo  |
| ---- | --------------------- | ------ |
|      | USA Thomas Curtis     | 17.6 s |
|      | GBR Grantley Goulding | 17.6 s |
| –    | USA Welles Hoyt       | DNS    |
| –    | FRA Frantz Reichel    | DNS    |

A final dos 110m com barreiras teve apenas dois competidores por que Hoyt e Reichel desistiram. Hoyt estava se preparando para a disputa do salto com vara. Reichel não competiu por que estava servindo de assistente para Albin Lermusiaux na maratona.